# ليام مارشال
ليام مارشال (بالإنجليزية: Liam Marshall)‏ هو لاعب الرغبي ‏ بريطاني، ولد في 9 مايو 1996.